# Greater Los Angeles
Greater Los Angeles az Amerikai Egyesült Államok Kalifornia államának legnépesebb nagyvárosi területe, amely öt dél-kaliforniai megyét foglal magában, amelyek Ventura megyétől nyugatra San Bernardino megyéig és Riverside megyéig terjednek, Los Angeles városával és Los Angeles megyével a központban, valamint Orange megyével délkeletre. A Los Angeles-Anaheim-Riverside kombinált statisztikai terület (CSA) 33 954 négyzetmérföldet (87 940 km²) tesz ki, így területét tekintve az Egyesült Államok legnagyobb metropoliszrégiója. Az egybefüggő városi terület 2 281 négyzetmérföld (5 910 km²), míg a fennmaradó terület nagyrészt hegyvidéki és sivatagi területekből áll. Több mint 18,3 millióra becsült lakosságával (U.S. Census Bureau, 2023) az ország második legnagyobb nagyvárosi területe New York után, valamint a világ egyik legnagyobb megavárosa.
Amellett, hogy a globális szórakoztatóipar csomópontja, beleértve a filmeket, a televíziót és a zenei hangfelvételeket, Los Angeles nagyvárosa a nemzetközi kereskedelem, az oktatás, a média, az üzleti élet, a turizmus, a technológia és a sport fontos központja is, a világ harmadik legnagyobb metropoliszterülete a nominális GDP alapján, a gazdaság teljesítménye meghaladja az 1 billió dollárt, ezzel a 3. New York és Tokió mögött.
A Greater Los Angeles három egybefüggő komponens várostérségből áll: az Inland Empire, amely tágan definiálható Riverside és San Bernardino megyékkel; a Ventura/Oxnard metropolisz (Ventura megye); és a Los Angeles metropolisz (más néven Metropolitan Los Angeles vagy Metro LA), amely csak Los Angeles és Orange megyékből áll. A Népszámlálási Hivatal az utóbbit Los Angeles-Long Beach-Anaheim nagyvárosi statisztikai területként (MSA) jelöli meg, amely a 2020-as amerikai népszámláláskor 13 millió lakosával a negyedik legnagyobb nagyvárosi terület a nyugati féltekén és a második legnagyobb nagyvárosi terület az Egyesült Államokban. Teljes területe 4850 négyzetmérföld (12 561 km²). Bár San Diego-Tijuana San Clemente-nél és Temeculánál határos a Los Angeles-i nagyvárosi térséggel, nem része annak, mivel a két városi terület a Camp Pendleton jelenléte miatt földrajzilag nem határos. Mindkettő azonban a dél-kaliforniai megalopolisz részét képezi, amely a mexikói Alsó-Kalifornia államban található Tijuanába is belenyúlik.

## Népesség
| 2014 | 18 550 289 |
| 2020 | 18 644 680 |